# آنه پدرسدوتر
آنِّه پِدِرسْدوُتِر (نروژی: Anne Pedersdotter) زادهٔ سده شانزدهم میلادی در تروندهایم و مرگ به تاریخ ۷ آوریل ۱۵۹۰م، در برگن، به دنبال سوختن در آتش، یک زن نروژی بود که به جرم جادوگری محکوم به اعدام گشت و در بهار ۱۵۹۰م، توسط سوزاندن در آتش، این حکم در موردش به اجرا درآمد.
از آنه پدرسدوتر اغلب به عنوان مشهورترین مورد  تعقیب و آزار جادوگران در تاریخ نروژ یاد شده و سرگذشت وی بعدها دست مایهٔ خلق آثار هنری بسیاری گشته‌است.

## پیشینه

### همسر کشیش
از اوایل زندگی و تاریخ تولد آنِّه پِدِرسْدوُتِر اطلاع دقیقی در دست نیست. همانقدر که او در نیمه اول قرن شانزدهم در تروندهایم به دنیا آمده و برادرش در همان شهر بعدها زمانی از قضات محلی بوده‌است. با این حال مدارک معتبری وجود دارند که نشان می‌دهند که آنه پدرسدوتر در تاریخ اول فوریه سال ۱۵۵۲م، با یک کشیش مسیحی اهل برگن ازدواج کرده و صاحب فرزندانی شده که سه نفر آنها زنده مانده و بزرگ شدند. در ماه آوریل سال ۱۵۷۵م، آنه شوهر خود را از دست داده و از آن به بعد به عنوان بیوه کشیش شناخته می‌شود. همان سال پس از مرگ شوهر از کپنهاگ نامه ای رسیده و به وی اطلاع داده می‌شود که وی بنابر بررسی انجام شده، از پرداخت مالیات تا زمانی که بار دیگر ازدواج نکرده، معاف است و می‌تواند در هر کدام از مناطق مسکونی نروژ که میل دارد، اقامت کند.

### شکل‌گیری شایعات
بر اساس‌نامه دریافتی از کپنهاگ چنین به نظر می‌رسید که آنِّه پِدِرسْدوُتِر پس از مرگ شوهر، از نظر اداری و اقتصادی مورد حمایت قرار گرفته و زندگی او و فرزندانش تأمین نسبی خواهد داشت. اما طولی نگذشت که در همان سال و در همان شهر اقامتش یعنی برگن، آنِّه پِدِرسْدوُتِر به دادگاه احضار شد. علت احضار به دادگاه شکایت زن دیگری از اهالی برگن بود که آنِّه پِدِرسْدوُتِر را به جادوگری متهم ساخته بود. دادگاه بدوی در برگن تشکیل شد اما به تشخیص دادگاه چون مدارک کافی برای اثبات جرم وجود نداشت، پرونده بسته شد. در صورت جلسه این دادگاه از جمله قید شده که معلوم نیست که شخص مظنون دقیقاً به ارتکاب کدام جرمی متهم شده‌است.
هر چند که دادگاه در این نوبت، پرونده را بست و روند تعقیب قضایی ظاهراً متوقف شد. اما شرم ایستادن در جایگاه متهم و شایعات باقی مانده از ماجرا، زندگی را به کام بیوه کشیش تلخ کرد. این ادعا بر اساس مدارک دادگاه بعدی است که ۱۵ سال بعد تشکیل شد. در دادگاهی که ۱۵ سال بعد، بار دیگر بیوه کشیش را به اتهام جادوگری احضار کرد، آنِّه پِدِرسْدوُتِر با ادبیاتی عصبانی و پرخاشگر در دفاع از خود از ۱۵ سال زندگی تلخ و دشوار و همراه با گوشه نشینی سخن می‌گوید. واکنش تند و پرخاشگری بیوه کشیش در دادگاه که از روی خستگی و یاس بود بر وخامت اوضاع افزود و به دوری باطل بدل گشت. دور باطلی که در آن پرخاشگریهای آنِّه پِدِرسْدوُتِر خود، دست آویز دشمنی‌ها و شایعات جدیدی بود. تا جایی که همسایه‌ها آفت مزرعه خود را به او نسبت داده و وقتی کلاغی که از میوه درختی دزدیده بود را می‌کشتند، آن را بچه شیطان می‌نامیدند.

### از شایعات تا اتهامات رسمی
به تدریج شایعات و گاه بازی‌های شیطنت آمیز بعضی از اهالی برگن، شکل جدی به خود گرفت و در ماه مارس سال ۱۵۹۰م، بار دیگر پرونده اتهام وی به جادوگری به‌طور رسمی به جریان افتاد. اسنادی که از این نوبت دادگاه محفوظ مانده، یکی از حجیم‌ترین اسناد در یک پرونده جادوگری در تاریخ قضایی نروژ است.
داستان سوزانده شدن آنه در شعله‌های آتش به جرم جادوگری مطلب تازه ای نیست. با این حال تا سال ۱۸۹۰م، که اسناد مربوط به این پرونده در بایگانی‌های قدیمی دانمارک کشف شد، کسی از میزان وجود حقیقت در این داستان اطمینان نداشت. صورت جلسات دادگاه رسیدگی به پرونده جادوگری خانم آنه پدرسدوتر در سال ۱۹۳۰م، برای اولین بار منتشر شد و بعدها بر اساس این اسناد چندین کتاب نوشته شد.
این اسناد متن نسبتاً خوانایی از روابط حقوقی و فرهنگی نروژ در اواخر قرن شانزدهم میلادی به دست می‌دهند. همین اسناد تصویر تقریباً روشنی از شخصیت فرد متهم و زندگی خصوصی وی را نیز آشکار می‌کنند.
در اولین جلسات دادگاه، آنِّه پِدِرسْدوُتِر از حضور در دادگاه خودداری کرده و پسر ارشدش که یک کشیش جوان است به نمایندگی از او پاسخگوی دادخواست بوده‌است. در آن زمان خودداری متهم از حضور در دادگاه توهینی بزرگ به حاکمیت قانون محسوب می‌شد و این مطلب در اسناد پرونده به روشنی منعکس شده و احتمالاً در صدور حکم اعدام نیز نقش داشته‌است.

### حضور اجباری در دادگاه
نهایتاً خودداری آنِّه پِدِرسْدوُتِر از حضور در دادگاه باعث صدور حکم جلبش شد. متهم را به زور به محل دادگاه آوردند. دادگاهی که در آن بیوه کشیش برای اولین بار با کسانی روبرو می‌شد که به‌طور رسمی علیه او شهادت می‌دادند. از جمله شهادت داده شد که متهم با توسل به جادو باعث بیماری و مرگ ۵ نفر شده‌است. وقتی مستخدم خود متهم که دختر جوانی بود، شهادت داد که در تمام این سالها آنِّه پِدِرسْدوُتِر او را به صورت اسبی طلسم می‌کرده تا سوار بر آن به گردهمایی جادوگران برود، کسی به جدیت شهادت دخترک شک نکرد.
از دیگر اتهاماتی که در این دادگاه به آنِّه پِدِرسْدوُتِر نسبت داده شد،
مرگ کودکان خردسال بود. آنِّه پِدِرسْدوُتِر خود از ۷ فرزندش ۴ نفر را پیش از رسیدن به سن بلوغ از دست داده بود و در مورد مرگ و میر کودکان در شهر به روشنی از خود دفاع کرده و می‌گوید: مرگ کودکان همه جا هست، آیا همه آنها را من کشته‌ام؟

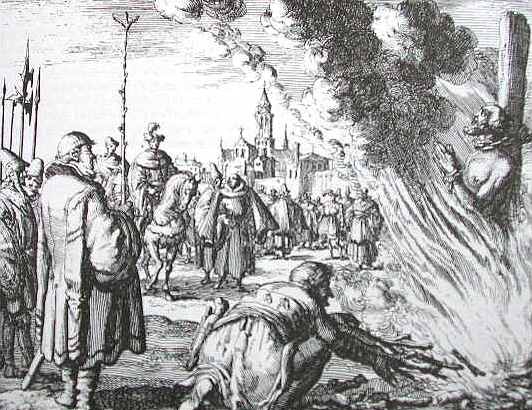
تصویری قدیمی از اعدام در آتش، اثر یک نقاش ناشناس آلمانی

### صدور و اجرای حکم
با وجود مخالفت مداوم چند کشیش، حکم اعدام آنِّه پِدِرسْدوُتِر در شعله‌های آتش به تصویب رسید و ۳۷ مقام مسئول زیر حکم را امضاء کردند. از جمله امضاء کنندگان این حکم، یکی قاضی و دیگری شهردار برگن و نیز چند تن از اعضای شناخته شده شورای شهر بودند.
حکم صادره در فاصله زمانی کوتاهی به اجرا درآمد و در حالی که آنِّه پِدِرسْدوُتِر وحشتزده بی گناهی خود را فریاد می‌زد در روز شنبه ۷ آوریل سال ۱۵۹۰م، برابر با ۱۸ فروردین ۹۶۹ ه‍.خ در شعله‌های آتش سوخت.

### پی آمدهای اجرای حکم
در پی اجرای حکم و اعدام آنِّه پِدِرسْدوُتِر در شعله‌های آتش، اختلاف شدیدی بین بعضی از روحانیان و نیروهای غیر مذهبی شهر برگن درگرفت. فرمانداری نروژ که در آن زمان از دانمارک فرمان می‌برد از کپنهاگ دستور گرفت که باید بلافاصله اختلاف شهروندان را با مسئولان اجرای حکم برطرف کند.

در سال ۱۵۹۶م، از آنجایی که محکومیت آنِّه پِدِرسْدوُتِر باعث شرمساری دیگر اعضای خانواده و اقوام متهم شده بود، بار دیگر به منظور اعاده حیثیت از وابستگان وی پرونده قبلی گشوده شد. اما در سال ۱۵۹۸م، بالاترین مرجع قانونی موجود در آن زمان ضمن بررسی مجدد پرونده، حکم صادره را صحیح تشخیص داد و دلیل صدور حکم که انجام فعالیت خسارت بار ادعا شده بود را موجه دانست.

با تأیید این حکم توسط دادگاه عالی، در واقع دوره ای از تعقیب و آزار جادوگران در تاریخ نروژ آغاز شد. حدود۲۶۰ زن در قرن ۱۶ و ۱۷م، به عنوان جادوگر در نروژ بازجویی، محکوم و اعدام شدند که معروفترین آنها سرگذشت آنه پدرسدوتر است. افراد با کوچک‌ترین اتهام ارتباط با شیطان یا شرکت در مراسم شیطانی در معرض خطر اعدام قرار می‌گرفتند. ۳۰ سال پس از اعدام آنِّه پِدِرسْدوُتِر اولین محاکمه جمعی زنان جادوگر در یک دهکده ماهیگیری در شرق فینمارک صورت گرفت.
سرنوشت این زنان بعدها دست مایه خلق آثار ادبی وهنری بسیاری در نروژ و دیگر کشورها شده‌است.

در پایان ژوئن سال ۲۰۰۲م، یک تخته سنگ طبیعی به عنوان یادبود آنِّه پِدِرسْدوُتِر و سرگذشت تلخ وی و دیگرانی که در شعله‌های آتش قربانی گشتند، رونمایی شد. در مراسم رونمایی این تخته سنگ که سنگ جادوگران نام گرفته، گفته شد: این تخته سنگ هشدار حقوقی و اخلاقی در مورد قتل و آزار در لباس قانونی است که در روزگار ما نیز امکان وقوع دارد!